# Brabante degli Stati
Brabante degli Stati (in olandese Staats-Brabant) è stato un territorio delle generalità della Repubblica delle Sette Province Unite, nato dalla divisione del Ducato di Brabante in seguito alla Pace di Vestfalia. La parte meridionale del ducato rimase parte dei Paesi Bassi meridionali. Al contrario delle province, che avevano un proprio statolder e dei deputati agli Stati Generali, le generalità non avevano nessuna rappresentanza ma erano amministrati direttamente dagli stessi Stati Generali.
Il territorio della generalità corrispondeva approssimativamente all'attuale provincia del Brabante settentrionale, fatta eccezione per alcune zone a nord e ad est della provincia stessa. Anche la città di Maastricht era compresa nella generalità ma questa godeva di uno status particolare, in quanto governata in condominio col Vescovo di Liegi in quella che veniva chiamata Doppia Signoria di Maastricht.
Il Brabante degli Stati continuò ad esistere fino al 1795, quando con la rivoluzione batava la Repubblica delle Sette Province Unite, rimpiazzata dalla Repubblica Batava, cessò di esistere.